# Ok Volca
Ok Volca est un groupe de punk hardcore canadien, originaire de Saint-Jean-sur-Richelieu, au Québec. Le groupe prend naissance sous le nom de Haang Upps en 1996 et change de nom pour Ok Volca en 2006 sous le nom de Ok Volca, et a sorti son premier album éponyme le 5 décembre 2006. Il chante en français, principalement de la musique avec un son plus punk hardcore rappelant un peu l'électro. En septembre 2007 sort leurs premier clip pour la chanson Statix/Imaginaire Incontournable, et il s'ensuit deux autres en 2008.
Le groupe compte cinq membres, dont quatre qui actifs depuis le début, Louis aux cries, Benoît à la guitare et au chant, Vinz à la guitare et aux effets, Pat à la basse et de Doom à la batterie. Sébass quitte le poste de bassiste du groupe et est remplacé par Pat, pour l'enregistrement du nouvel album en 2011.

## Biographie
C'est sous le nom de Haang Upps que les membres de Ok Volca, tous originaire de  Saint-Jean-sur-Richelieu, dans la province de Québec lanceront leur premier album, intitulé Epistemic. Epistemic est un album anglophone, il s'agit la de leur premier et dernier album en anglais puisqu'en mai 2006, Louis Samoisette, Benoît Dunn (ex-Freakend's), Vincent Larivière, Sébastien Lemyre et Dominic Benoît, se sont rassemblés pour mettre fin à leur band et en commencer un nouveau. Désormais, la formation johannaise portera le nom de Ok Volca et leur musique passera de paroles anglophone vers francophone. Par la suite, ils se mirent à enregistrer de leur premier album éponyme qui sortie le 5 décembre 2006 sous le label Slam Disques.
Selon les critiques, l'album se caractérise par un son plutôt punk hardcore, mélangé à des morceaux d'électro et laissant la place à des cris puissants de Louis. Louis a aussi chanté dans la chanson Bonhomme 7h de la formation Exterio, Il s'occupait du scream. Ce premier album est très bien accueilli en province où son succès premier est remarqué lors de la sortie du vidéoclip pour la chanson Statix/Imaginaire Incontournable en septembre 2007. Le clip tourne plusieurs semaines consécutives à MusiquePlus, et deux extraits trouvent place dans le prestigieux palmarès de Bande à part et ce pour le nombre maximal de semaine soit huit,.
Maintenant bien reconnue au sein de l'industrie du hardcore québécois, puisqu'ils le font revivre, les membres entreprirent une tournée des festivals du Québec, visitant notamment Montréal, Chicoutimi, Sept-Îles, et Québec. Par la suite, en 2008, le groupe sort deux autres vidéoclips pour les chansons L'ataraxie des sangs bleus et D.R.E.V.E.C (diminutif de « Des Remords Entre Vous Et ma Conscience »). Après ces deux derniers clips, le groupe fait une pause non-annoncée de trois ans. Entre-temps, en 2009, ils sortent un vidéoclip pour L'Humanité court au suicide. C'est ainsi que, de fils en évènements, ils reviennent après trois ans d'absence avec l'annonce d'un nouveau CD prévue pour septembre 2011, ainsi qu'un nouveau bassiste prénommé Pat.
Le nouvel album porte le nom de Fréquence/Trémor, et sera disponible en magasin le 13 septembre 2011. Le 9 août, après une annonce d'une semaine sur Facebook, préparant les fans à une « surprise », le groupe sort le titre Facteur temps via Soundcloud. Le groupe promet aux fans une autre « surprise » dans la semaine du 15 août. Le 20 août 2011, Ok Volca publient leur tout premier clip de leur nouvel opus ; Fréquence/Trémor, le clip apparait sur la chaîne YouTube de Slam Disques et est réalisé et monté par Jessy Fuchs (ex-bassiste d'eXterio). Le 22 octobre 2011, ils atteignent la première place au Décompte Musique Plus avec la chanson et le clip Facteur temps.
Le 11 février 2012, le groupe annonce via Facebook le lancement de leur tout nouveau vidéo interactif pour la chanson Nos Jurons. Ce second clip du nouvel album est basé sur le concept d'un roman où vous êtes le héros. Après un court-métrage, l'utilisateur est invité à choisir entre les options T'as raison l'gros et Tabarnak qui mèneront respectivement vers deux autres vidéos différentes. La deuxième option mène directement vers le clip performance du groupe et la première vers un second court-métrage qui à la fin mènera vers le même clip performance que la première option. Le tout est réalisé par Fuchs des productions Slam Disques.

## Vidéographie
- [vidéo] « Statix/Imaginaire Incontournable », sur YouTube
- [vidéo] « L'ataraxie des Sangs-Bleus », sur YouTube
- [vidéo] « D.R.E.V.E.C », sur YouTube
- [vidéo] « L'humanité Court Au Suicide », sur YouTube
- [vidéo] « Facteur Temps », sur YouTube
- [vidéo] « Nos Jurons », sur YouTube
- [vidéo] « Depuis des Siècles et des Siècles », sur YouTube